# جرالدین جیمز
جرالدین جیمز (انگلیسی: Geraldine James؛ زادهٔ ۶ ژوئیهٔ ۱۹۵۰) یک هنرپیشه اهل بریتانیا است. وی از سال ۱۹۷۶ میلادی تاکنون مشغول فعالیت بوده‌است.
از فیلم‌ها یا برنامه‌های تلویزیونی که وی در آن نقش داشته‌است، می‌توان به آلیس در سرزمین عجایب، شرلوک هولمز، گاندی، شرلوک هلمز: بازی سایه‌ها، دختری با خالکوبی اژدها، آرتور، مگان لیوی، بلات در چشم‌انداز، الاکلنگ، گناهان، دختران تقویم، اربابان آهنین، پسر قد بلند، دفاع لوژین، به نظر می‌رسد می‌تواند بکشد  و آن شرلی اشاره کرد.